# Júlia Takács

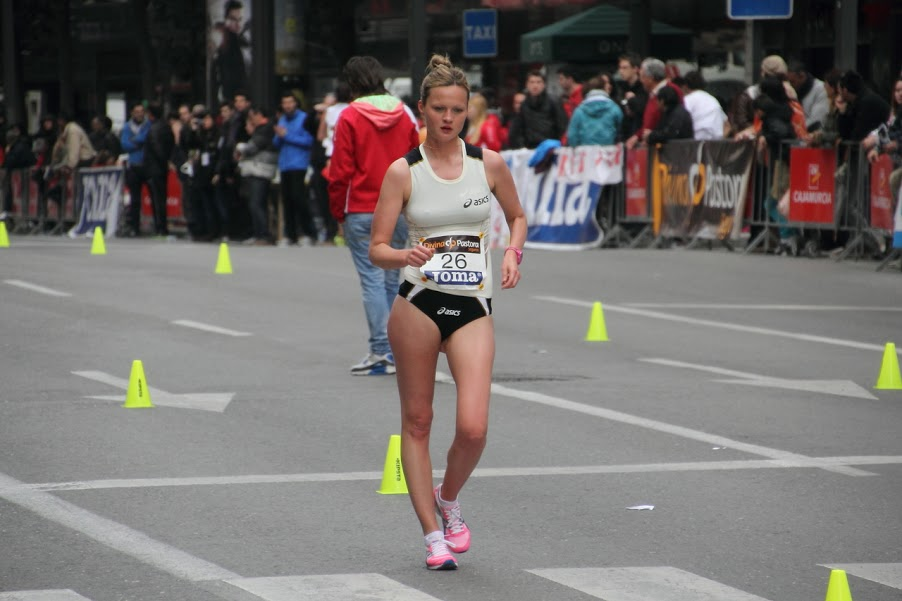
Julia Takács podczas mistrzostw Hiszpanii w chodzie sportowym, 3 marca 2013, Murcja.

Julia Takács (ur. 29 czerwca 1989 w Budapeszcie) – węgierska lekkoatletka reprezentująca od 2008 roku Hiszpanię, która specjalizuje się w chodzie sportowym.
W 2008 była szósta na mistrzostwach świata juniorów, a rok później zajęła piątą lokatę w młodzieżowych mistrzostwach Europy. Srebrna medalistka mistrzostw ibero-amerykańskich (2010). W 2011 zdobyła brąz mistrzostw Europy młodzieżowców oraz złoto uniwersjady. W 2014 sięgnęła po złoto czempionatu ibero-amerykańskiego. Reprezentantka w pucharze Europy w chodzie oraz pucharze świata w chodzie.
Wielokrotna mistrzyni Hiszpanii. W 2006 ustanowiła (nieaktualny już) rekord Węgier w chodzie na 5000 metrów – 22:46,79.
Rekordy życiowe: chód na 10 000 metrów – 42:23,37 (26 lipca 2014, Alcobendas) – rekord Hiszpanii; chód na 20 kilometrów – 1:28:44 (3 marca 2013, Murcja).